# 总序五叶参
总序五叶参（学名：Pentapanax racemosus）为五加科五叶参属的植物。分布在印度、锡金以及中国大陆的西藏、云南等地，生长于海拔2,600米的地区，见于森林中，目前尚未由人工引种栽培。